# Centre Laval
Le Centre Laval est un centre commercial situé à Laval, Québec, à l’intersection des boulevards Saint-Martin et Le Corbusier à proximité de l'Autoroute 15 et de la station de métro Montmorency.
Le Centre Laval a ouvert ses portes en 1972 et a actuellement une superficie de plus de 680 000 pi2 (63 174 m2). Il accueille 130 boutiques dont Avril Supermarché Santé, Ares, Brick, Bureau en Gros, Best Buy, L'Équipeur, La Baie d'Hudson, Marshalls/HomeSense, Lee Valley, Nickels et Sports Experts.
Depuis mai 2012, Centre Laval est la propriété de Cominar qui en assure également la gestion.

## Histoire
Centre Laval est le premier centre commercial couvert à Laval. Il a débuté le 26 mars 1968 avec une cinquantaine de magasins dont Famous Players, Woolco et Steinberg,. Une expansion annoncée au début des années 1970 était supposée y amener un grand magasin Morgan. Mais quand l'expansion fut complétée, la chaîne Morgan avait déjà été absorbée par La Baie depuis maintenant deux mois et le magasin du Centre Laval inaugura le 17 août 1972 sous la nouvelle bannière,. Le centre d'achats eut deux autres expansions pour atteindre sa taille actuelle en 1991.
Le magasin Woolco est devenu Walmart en 1994 lorsque la société-mère a acheté Woolco Canada afin d'établir une présence canadienne,.
Il y a un magasin de fournitures de bureau Club Biz à partir de l'automne 1993,. Club Biz ferme ses portes en janvier 1996 et Bureau en Gros reprend le bail afin d'ouvrir son propre magasin le 1er juin 1996,.
Walmart quitte le Centre Laval en novembre 2012 pour se relocaliser en tant que Walmart Supercentre sur un site anciennement occupé par le défunt centre commercial Centre 2000,. L'ancien Walmart/Woolco du Centre Laval est par la suite complètement démoli pour permettre la construction d'un nouveau magasin de la chaine Target (sa première succursale au pays à ne pas s'installer dans un local laissé vacant par Zellers). Son ouverture a lieu le 13 novembre 2013. À la suite du départ de Target du Canada en 2015, son local fait l'objet d'un redéveloppement. Une partie de l'espace est occupé à partir de septembre 2017 par un magasin d'équipement de sports de la bannière Sportium. Au printemps 2018, Avril ouvre sa toute première succursale sur la Rive-Nord de Montréal en utilisant 33 409 pi2 (3 104 m2) du local anciennement occupé par Target. En automne 2018, un autre espace de l'ancien Target est occupé par HomeSense et sa bannière-sœur Marshalls.
Lee Valley ouvre son premier magasin de la province le 3 octobre 2018.
Le 29 septembre 2019, Centre Laval fusionne avec Quartier Laval, un autre centre commercial extérieur tout près de lui qui a été acheté par Cominar. Le centre d'achats conjoint se nomme DUO et regroupe les locataires des deux centres commerciaux. Un site internet a été lancé pour DUO dont la présence devrait progressivement se faire sentir sur les réseaux sociaux.